# Walter Frank
Walter Frank (pseudonim Werner Fiedler) (ur. 12 lutego 1905 w Fürth, zm. 9 maja 1945 w Brunsrode k. Brunszwiku) – niemiecki historyk, nazista, prezes Reichsinstitut fuer Geschichte des Neuen Deutschlands (Instytutu Historii Nowych Niemiec).
Był synem urzędnika wojskowego. Od 1910 mieszkał w Monachium. Wydarzenia lat powojennych, zwłaszcza proklamacja republiki rad w 1919 i pucz Hitlera w 1923 ukształtowały światopogląd polityczny Franka. Stał się wówczas zwolennikiem narodowego socjalizmu i antysemitą.
W 1923 rozpoczął studia historyczne. Był uczniem takich historyków jak Hermann Oncken, Karl Haushofer, Karl Alexader von Müller, pod którego kierunkiem uzyskał doktorat na podstawie pracy o Adolfie Stöckerze.
Po ukończeniu studiów poświęcił się pracy historycznej. Traktował historię, jako naukę zaangażowaną, która powinna służyć celom politycznym. Rozwijał także działalność publicystyczną. Publikował również w fachowych czasopismach naukowych, np. Historische Zeitschrift, Historische Vierteljahrschrift, a także w wydawanym przez Wilhelma Stapela miesięczniku Deutsches Volkstum.
Bardzo szybko utożsamił się z ruchem nazistowskim i odnalazł w strukturach władzy. W 1934 został referentem w urzędzie Alfreda Rosenberga, jak też w sztabie Rudolfa Heßa, którego znał z okresu studiów. Został kierownikiem nowo - założonego Instytutu Historii Nowych Niemiec ("Reichsinstitut fuer Geschichte des Neuen Deutschlands"), który po 1935 stał się wiodącą placówką historyczną III Rzeszy.
Instytut Franka oferował młodym historykom możliwość robienia kariery, pod egidą NSDAP, bez konieczności przynależenia do partii. Najbardziej znanym stypendystą był Fritz Fischer. Liczni historycy, którzy po 1945 zajęli wysokie stanowiska w życiu uniwersyteckim, zajmowali się - pod kierunkiem Franka - kwestią żydowską, dostarczając argumentów na poparcie ludobójczych teorii nazistowskich. Wśród nich był znany historyk gospodarki Hermann Kellenbenz.
Frank brał jednocześnie udział w "glajszlachtowaniu" życia naukowego i szykanowaniu naukowców - historyków, których naziści nie akceptowali. Jednym z nich był dawny wykładowca Franka - Hermann Oncken. Frank, w listopadzie 1936 założył "Forschungsabteilung Judenfrage" ("Wydział badań nad kwestią żydowską"), którego kierownikiem został Wilhelm Grau. Wydział był konkurencyjną placówką wobec "Institut zur Erforschung der Judenfrage" ("Instytutu badań nad kwestią żydowską"), kierowanego przez Rosenberga. Frank przegrał konflikt z Rosenbergiem, tym bardziej, że protektor Franka - Rudolf Hess uciekł do Anglii. W wyniku tego został przymusowo urlopowany.
Ostatnie publikacje Franka przeszły niezauważone. Jedynie czasopismo Forschungen zur Judenfrage, wydawane od 1937, ukazywało się do 1944. Frank zamierzał opublikować obszerną biografię działacza kolonialnego Carl Petersa, którego uznawał za duchowego ojca narodowego socjalizmu. Nie ukończył swojego dzieła, opracowując pierwsze trzy tomy. Zdaniem historyków (w tym Hansa-Ulricha Wehlera), nie praca ta nie posiada żadnej wartości, będąc jedynie świadectwem bezkrytycznej fascynacji Franka nad bohaterem swoich rozważań, pełnej nazistowskiej ideologii.
9 maja 1945 Frank popełnił samobójstwo, ponieważ - jak uzasadniał - po śmierci Hitlera świat stracił sens.